# MHP아레나
MHP아레나(독일어: MHPArena)는 독일 바덴뷔르템베르크주 슈투트가르트에 있는 축구 경기장으로, VfB 슈투트가르트의 홈구장으로 사용되고 있다.
1933년 아돌프 히틀러 경기장(Adolf-Hitler-Kampfbahn)으로 창건되었다. 나치 패망 후 Century Stadium/Kampfbahn으로 불리다 1949년 네카어 경기장(Neckarstadion), 1993년 고틀리프 다임러 경기장으로 개칭되었고, 2008년 메르세데스-벤츠 아레나으로 개칭되었고, 2023년 현재의 이름이 되었다.
원래는 종합 경기장이었으나 2009년 축구 전용 경기장으로 개조하였고, 1974년 FIFA 월드컵, UEFA 유로 1988, 1993년 세계 육상 선수권 대회, 2006년 FIFA 월드컵 경기장으로 사용되었다.